# Elizabethton
 Elizabethton – miasto w Stanach Zjednoczonych, w stanie Tennessee, w hrabstwie Carter. Według danych z 2000 roku miasto miało 13944 mieszkańców.